# 短杆状噬菌体科
短杆状噬菌体科（学名：Plectroviridae  ）为管状噬菌体目的一个科。

## 下级分类
本科包括以下属：
- 短杆状噬菌体属 Plectrovirus
- Suturavirus
- Vespertiliovirus